# Maggie (serie animata)
Maggie (The Buzz on Maggie) è una serie animata statunitense prodotta dalla Walt Disney Television Animation. Il cartone animato è trasmesso in tutto il mondo dal canale Disney Channel.
Il titolo della sigla italiana è Questa sono io ed è cantata da Ambra Lo Faro, conosciuta per aver interpretato la parte di Mafalda nella serie Disney Quelli dell'intervallo.
Maggie mandò in onda il suo ultimo episodio negli Stati Uniti il 27 maggio 2006, concludendo la sua unica stagione. La serie ha ricevuto recensioni positive dalle critiche televisive, molte delle quali hanno esaltato lo humor, il doppiaggio e la sceneggiatura. Maggie ha ricevuto una nomina all'Annie Award per i design dei personaggi e la sigla "Just The Way I Am", cantata dalla cantante canadese Skye Sweetnam, ha ottenuto ottime critiche e una nomina al Daytime Emmy Award. Lo show ritornò in onda negli Stati Uniti il 13 agosto 2008 ma fu poi sostituito con Ricreazione il 25 agosto 2008.

## Trama
La serie racconta le avventure di una mosca adolescente, Maggie, il cui sogno è diventare una rockstar di successo. Deve fare i conti con la famiglia e la scuola, che non fanno altro che causarle problemi.

## Personaggi
- Maggie Pesky
- Pupert Pesky
- Aldrin Pesky
- Frieda Pesky
- Chauncey Pesky
- Rayna
- Dawn
- Preside Bisunto
- Signor Sputacchio
- Signora Volabasso

## Doppiaggio
| Personaggio           | Doppiatore originale     | Doppiatore italiano |
| --------------------- | ------------------------ | ------------------- |
| Maggie Pesky          | Jessica DiCicco          | Gaia Bolognesi      |
| Pupert Pesky          | Thom Adcox-Hernandez     | George Castiglia    |
| Aldrin Pesky          | David Kaufman            | Stefano Crescentini |
| Rayna                 | Cree Summer              | Letizia Scifoni     |
| Sig. Pesky            | Brian Doyle-Murray       | Roberto Stocchi     |
| Sig. Ra Pesky         | Susan Tolsky             | Antonella Rinaldi   |
| Dawn                  | Tara Strong              | Monica Bertolotti   |
| Direttore Pestsrip    | Jeff Bennett             | Michele Kalamera    |
| Prof. Sputacchio      | Curtis Armstrong         | Mino Caprio         |
| Prof.ssa Wingston     | Candy Milo               | Domitilla D'Amico   |
| Infermiera Hutchison  | Candy Milo               | Lorenza Biella      |
| Eugene                | Jess Harnell             | Nanni Baldini       |
| Wendell               | Jess Harnell             | Luigi Morville      |
| Lefty                 | Jeff Bennett             | Teo Bellia          |
| George                | Jeff Bennett             | Roberto Draghetti   |
| Falegname Snapercival | S. Scott Bullock         | Davide Garbolino    |
| Zeb                   | Kevin Michael Richardson | Stefano De Sando    |
| Brad Montergoe        | Jess Harnell             | Alessandro Quarta   |
| Melvin                | Kevin Michael Richardson | Danilo De Girolamo  |
| Sig. Ra Cartflight    | Kevin Michael Richardson | Franco Mannella     |
| Lacey Coccinella      | Laraine Newman           | Alessia Amendola    |
| Presidente Trufly     | Carlos Alazraqui         | Gerolamo Alchieri   |
| Maria Monarch         | Tara Strong              | Laura Lenghi        |
| Larry                 |                          | Fabrizio Vidale     |